# Seán Patrick O'Malley
Seán Patrick O'Malley de nombre secular Patrick O'Malley (en español: [Juan] Patricio O'Malley) (Lakewood, 29 de junio de 1944), es un cardenal católico estadounidense, de ascendencia irlandesa, miembro de la Orden de los Hermanos Menores Capuchinos. Fue arzobispo de Boston, entre 2003 y 2024. También, fue uno de los cardenales papables para el cónclave de 2013.

## Biografía

### Familia
Nació el 29 de junio de 1944, en la ciudad estadounidense de Lakewood, Ohio. Su nombre de bautizo fue Patrick.
Hijo de Theodore O'Malley y Mary Louise Reidy; ambos padres eran de ascendencia irlandesa. Junto con su hermana y su hermano mayor, se criaron en South Hills, un suburbio de Pittsburgh, y en Reading, Pensilvania.

### Formación
A los doce años, ingresó al Seminario Menor St. Fidelis en Herman, un internado para estudiantes que estaban considerando unirse a la Orden Franciscana. Además de estudiar las materias normales de la escuela secundaria, también estudió español, portugués, griego, alemán, y hebreo, al mismo tiempo que participaba activamente en el teatro.
Tras graduarse en St. Fidelis, asistió al Capuchin College y en la Universidad Católica de América (CUA). Luego, se graduó de la CUA con una Maestría en Artes en Ciencias Religiosas y un doctorado en Literatura española y portuguesa (1972).
Además de su inglés nativo, habla español y portugués, y también sabe alemán, italiano y francés.

### Vida religiosa
Ingresó en la Orden de los Hermanos Menores Capuchinos, vistiendo así el hábito franciscano capuchino.
El 14 de julio de 1965, emitió su primera profesión de votos religiosos, y tomó el nombre de Seán, en honor a Juan el Apóstol. Después de ser ordenado diácono, pasó un breve período en la Isla de Pascua (Chile).
Realizó la profesión solemne el 14 de julio de 1968. Su ordenación sacerdotal fue el 29 de agosto de 1970, en la Iglesia de San Agustín de Pittsburgh, a manos del obispo John B. McDowell.
Se desempeñó como profesor de literatura española y portuguesa en la CUA, de 1969 a 1973.
En 1973, fundó y fue director ejecutivo del Centro Católico Hispano de la arquidiócesis de Washington; una organización de asistencia humanitaria a refugiados e inmigrantes de América Latina. Abrió una librería en español allí y fundó El Pregonero, el primer periódico en español en el área.
En 1978, el cardenal-arzobispo William Baum lo nombró vicario episcopal para las comunidades hispana, portuguesa y haitiana. También se convirtió en director ejecutivo de la Oficina Arquidiocesana de Pastoral Social.
Fue nombrado caballero comandante de la Orden del Infante Don Enrique en 1974; este honor fue otorgado por el gobierno portugués por su destacado servicio al pueblo portugués.

## Episcopado

### Obispo en Saint Thomas
El 2 de junio de 1984, el papa Juan Pablo II lo nombró obispo coadjutor de Saint Thomas, en las Islas Vírgenes de los Estados Unidos. Fue consagrado el 2 de agosto del mismo año, en la Catedral de Saint Thomas, a manos del obispo Edward John Harper.
El 16 de octubre de 1985, aceptada la renuncia de Harper, pasó automáticamente a ser obispo de Saint Thomas.
Mientras estuvo en las Islas Vírgenes, O'Malley trabajó con personas sin hogar y abrió un hogar para personas con VIH/sida. Fue nombrado capellán honorario de la Orden de Malta en 1991.

### Obispo de Fall River
El 16 de junio de 1992, fue nombrado obispo de Fall River. Tomó posesión canónica de la sede el 11 de agosto del mismo año.
Como obispo, O'Malley primero intentó resolver el escándalo de abuso sexual en la diócesis.
El 22 de septiembre de 1984, miembro de la comunidad de Vida Cristiana "Agrupación Católica Universitaria", fundada en Cuba y presente en varias ciudades de los Estados Unidos.
En 1998, fue nombrado miembro de la Asamblea Especial para Oceanía del Sínodo de los obispos.

### Obispo de Palm Beach
El 3 de septiembre de 2002, fue nombrado obispo de Palm Beach. Tomó posesión canónica el 19 de octubre del mismo año.
El nombramiento se produjo después de que la diócesis había sido sacudida por las revelaciones de abuso sexual contra dos de sus antiguos obispos: Joseph Symons (se retiró en 1998 tras admitir que abusó de cinco niños, cuando era sacerdote) y el sucesor de Symons, Anthony O'Connell (se retiró en 2002 después de admitir el abuso a un seminarista).
También trabajó en estrecha colaboración con la población portuguesa e hispana allí.

### Arzobispo de Boston
El 1 de julio de 2003, el papa Juan Pablo II lo nombró arzobispo de Boston; tras la renuncia del cardenal Bernard Francis Law a partir de la crítica a la Ley de gestión de los escándalos de abuso sexual.
Tomó posesión canónica el 30 de julio del mismo año, durante una ceremonia en la Catedral de Boston.
El 29 de junio de 2004, en una ceremonia en la Basílica de San Pedro, recibió la imposición del palio arzobispal de manos del papa Juan Pablo II.

#### Renuncia
En 2019 presentó su renuncia como lo establece el Código de Derecho Canónico. El 3 de julio del mismo año, la arquidiócesis publicó una declaración que revelaba que O'Malley había acordado aceptar la solicitud del papa Francisco de permanecer como arzobispo de Boston "por unos años más". El portavoz de la arquidiócesis, Terry Donilon, dijo que O'Malley estaba "realmente aliviado" por la decisión del Vaticano y que "le encanta ser el arzobispo de Boston, así que estamos contentos de que eso se haya resuelto de inmediato". La declaración de la arquidiócesis también decía que "el cardenal se complace en tener la confianza continua del Santo Padre y espera seguir sirviendo al pueblo de Dios en Boston y en apoyo del ministerio del Papa en el liderazgo de la iglesia universal".
En agosto de 2024, cuando O'Malley se acercaba a su 80 cumpleaños, los medios de Boston informaron que sería reemplazado por Richard Henning. El 5 de agosto del mismo año, el papa Francisco aceptó su renuncia como arzobispo de Boston, nombrado a Henning como su sucesor al mismo tiempo. Ejerce de administrador apostólico sede vacante hasta el 31 de octubre siguiente. También se espera que, a pedido del Papa, O'Malley sirva como presidente de la Pontificia Comisión para la protección de los menores.

## Cardenalato
Fue nombrado cardenal por el papa Benedicto XVI durante el consistorio del 24 de marzo de 2006, con el titulus de cardenal presbítero de Santa María de la Victoria. Tomó posesión formal de su Iglesia Titular el 1 de octubre de 2006.
El 6 de mayo de 2006, fue nombrado miembro de la Congregación para el Clero y la Congregación para los Institutos de Vida Consagrada y las Sociedades de Vida Apostólica.
El 19 de septiembre de 2006, O'Malley se convirtió en el primer cardenal con un blog personal. A partir de Navidad de 2006, comenzó a ofrecer también un pódcast regular. Considera los podcast "como otro instrumento que se puede utilizar para llegar a los jóvenes de nuestra Iglesia que cada vez más están recurriendo a Internet para su información."
El 31 de mayo de 2010, fue nombrado visitador de la arquidiócesis de Dublín y de sus sedes sufragáneas para profundizar en las cuestiones relativas al tratamiento de los casos de abuso y a la asistencia debida a las víctimas; para supervisar la eficacia y buscar posibles mejoras en los procedimientos actuales de prevención de los abusos perpetrados por sacerdotes y religiosos sobre menores, tomando como puntos de referencia el motu proprio pontificio "Sacramentorum Sanctitatis Tutela" y las normas contenidas en Safeguarding Children: Standards and Guidance Document for the Catholic Church in Ireland, encargado y producido por el National Board for Safeguarding Children in the Catholic Church.
El 28 de febrero de 2013, tras la renuncia del papa Benedicto XVI al ministerio petrino, pierde sus cargos en los dicasterios de los que es miembro, de acuerdo con la constitución apostólica Pastor Bonus. En la primera quincena de marzo participa como cardenal elector en el Cónclave que conducirá a la elección del papa Francisco, en el que fue uno de los probables sucesores al trono de Pedro; este último, el 16 de marzo siguiente, renueva los nombramientos curiales del cardenal O'Malley donec aliter provideatur ("hasta que se disponga lo contrario").
El 13 de abril de 2013, fue nombrado miembro del Consejo de Cardenales Asesores establecido por Francisco para asesorarlo en la elaboración de un plan para la reestructuración de la Curia romana.
El 17 de diciembre de 2017 fue nombrado miembro de la Congregación para la Doctrina de la Fe ad quinquennium.
El 12 de febrero de 2018 fue confirmado como presidente de la Pontificia Comisión para la protección de los menores  in aliud triennium.
El 28 de mayo de 2019 fue confirmado como miembro de la Congregación para el Clero in aliud quinquennium y el 28 de mayo de 2019, de la Congregación para los Institutos de Vida Consagrada y las Sociedades de Vida Apostólica in aliud quinquennium.
El 3 de marzo de 2020 fue confirmado como miembro de la Congregación para la Doctrina de la Fe, usque ad octogesimum annum. El 13 de octubre de 2020 fue confirmado como miembro del Consejo de Cardenales para ayudar al Santo Padre en el gobierno de la Iglesia universal y para estudiar un proyecto de revisión de la constitución apostólica Pastor bonus sobre la Curia Romana usque ad octogesimum annum.
El 7 de marzo de 2023 fue confirmado como miembro del Consejo de Cardenales, usque ad octogesimum annum aetatis.

El 19 de abril de 2024 fue investido doctor honoris causa en teología por la Universidad Pontificia de Salamanca.

## Sucesión
| Predecesor: Edward John Harper       | Obispo de St. Thomas 1985-1992                                                 | Sucesor: Elliot Griffin Thomas    |
| Predecesor: Daniel Anthony Cronin    | Obispo de Fall River 1992-2002                                                 | Sucesor: George William Coleman   |
| Predecesor: Anthony Joseph O'Connell | Obispo de Palm Beach 2002-2003                                                 | Sucesor: Gerald Michael Barbarito |
| Predecesor: Bernard Francis Law      | Arzobispo de Boston 2003-presente                                              | Sucesor: En el cargo              |
| Predecesor: Joseph Caprio            | Cardenal presbítero de Santa María de la Victoria 24 de marzo de 2006-Presente | Sucesor: En el cargo              |
| Predecesor: Nuevo Título             | Consejo de Cardenales 13 de abril de 2013 al presente                          | Sucesor: En el cargo              |